# Карибские Анды
Кари́бские А́нды (исп. Cordillera Caribe) — горы на севере Венесуэлы, вдоль берега Карибского моря.
Протяжённость гор составляет более 800 км, средняя ширина — 80 км. Карибские Анды представлены двумя субширотными хребтами, разделёнными системой продольных тектонико-эрозионных долин (в том числе долиной реки Туй с озером Валенсия): Береговой Сьерры (до 2765 м) и прерывистым хребтом Серрания-дель-Интериор (до 2596 м). На склонах произрастают леса и кустарники, выше 1000 м — листопадные и вечнозелёные леса.
У северного подножия расположена столица Венесуэлы, город Каракас; у южного — крупные месторождения нефти и природного газа. Высокая сейсмичность. Здесь находятся национальные парки Анри-Питье и Мочима.